# Карабай-Вальц
Караба́й-Вальц (укр. Карабай-Вальц, крымскотат. Qarabay Valts, Къарабай Вальц) — исчезнувшее село в Советском районе Республики Крым, располагавшееся на востоке района, на реке Мокрый Индол, включённое в состав Речного, сейчас — южная часть опустевшего села.

## История
Впервые в доступных источниках поселение встречается в «…Памятной книжке Таврической губернии на 1902 год», согласно которой в Цюрихтальской волости Феодосийского уезда значится находящаяся в частном владении немецкий хутор Карабай I с населением 17 человек в 3 домохозяйствах. По Статистическому справочнику Таврической губернии. Ч.II-я. Статистический очерк, выпуск пятый Феодосийский уезд, 1915 год, на хуторе Карабай 1-й (Вальц Г. А.) Цюрихтальской волости Феодосийского уезда числилось 2 двора с немецким населением в количестве 8 человек приписных жителей.
После установления в Крыму Советской власти, по постановлению Крымревкома № 206 «Об изменении административных границ» от 8 января 1921 года была упразднена волостная система и село вошло в состав Ичкинского района Феодосийского уезда, а в 1922 году уезды получили название округов. 11 октября 1923 года, согласно постановлению ВЦИК, в административное деление Крымской АССР были внесены изменения, в результате которых округа были отменены, Ичкинский район упразднили, включив в состав Феодосийского в состав которого включили и село. Согласно Списку населённых пунктов Крымской АССР по Всесоюзной переписи 17 декабря 1926 года, в селе Карабай (бывший Вальца), Эссен-Экинского сельсовета Феодосийского района, числилось 14 дворов, все крестьянские, население составляло 66 человек, из них 41 русский, 16 болгар и 9 немцев. Постановлением ВЦИК «О реорганизации сети районов Крымской АССР» от 30 октября 1930 года Феодосийский район был упразднён и был создан Сейтлерский район (по другим сведениям 15 сентября 1931 года), в который включили село. С образованием в 1935 году Ичкинского района — в состав нового района. Вскоре после начала Великой Отечественной войны, 18 августа 1941 года крымские немцы были выселены, сначала в Ставропольский край, а затем в Сибирь и северный Казахстан.
Указом Президиума Верховного Совета РСФСР от 18 мая 1948 года, Карабай-Вальц и Карабай-Ивановку объединили под названием Речное.